# Матрак
Матрак (на немски: Matratze) e изделие, което се използва за спане или лежане. Състои се от еластични материали често покрити с външен плат. Може да се състои от ватирана или друг вид обвивка, обикновено от тежък плат, която е напълнена с козина, слама, памук, дунапрен, или рамка от метални пружини. Матракът обикновено принадлежи към легло и се поставя върху основа.
Терминът матрак произлиза от арабската дума „matrah“ смисъла на която е „да хвърлиш нещо“ или „място, където е хвърлено нещо“ или „възглавница“. По време на кръстоносните походи, европейците приемат арабския метод на спане върху възглавници, хвърлени на пода и така думата матрак навлиза в европейските езици.
Въпреки че един матрак може да бъде поставен директно на пода, той обикновено се поставя на леглова база, за да бъде по-далеч от земята. Легловата база може да бъде твърда, какъвто е в случая на платформа, или еластична, например мека дървесина, метални пружини или гредоред. Гъвкавите и еластични леглови основи могат да удължат живота на матрака.
В началото матраците съдържат разнообразие от естествени материали, като например слама, пера, памук или конски косми. Модерните матраци обикновено съдържат вътрешно ядро на пружини или материали като латекс или други гъвкави полиуретанови материали.
Матраците биват два вида – еднолицеви и двулицеви. Еднолицевите матраци имат вградена рамка, която ляга в отвора на леглото. Двулицевите матраци са предназначени за използване с подматрачна рамка.

### Състав на матраците
Най-често разпространените матраци са матраците съставени от пенополиуретан, принини „бонел“, покет пружини (индивидуално пакетирани пружини), мемори пяна, латекс, HD пяна, HR пяна и др.
Мемори пяната е материал, който копира извивките на тялото и създава голям комфорт по време на сън.
Латекса е екологичен материал, извличан от каучукови дървета.
„Pocket“ пружините представляват индивидуално пакетирани пружини. Всяка пружина е обвита в текстилен джоб. Средно в матрак с единичен размер има около 360 индивидуално пакетирани пружини, а в двоен размер матрак около 720 пружини.
HD и HR пяната са високоеластични пяни, притежаващи термочувствителни качества.

### Матраци навити на руло
Рулирането на матраци е нова машинна технология, която представлява пресоването им посредством машина и навиванетоим на руло. Това прави пренасянето им много по-лесно и удобно. Вече се предлага дори матраци с пружини навити на руло.
Веднъж след като бъде отворена заводската им опаковка и матрака се издуе, не може да бъде върнат във фабричен вид.
След като се отвори матрак, навит на руло е желателно да престои от 24 до 48 часа без да се спи на него, за да се избегне нежелана деформация.

### Мемори пяна
Мемори пяната е технологичен и усъвършенстван изкуствен материал, който е направен от мека полиуретанова пяна.
Матраците от Мемори пяна са решение за двойни легла или за легла, върху които спят двама души, поради абсорбирането на движенията на другия по време на сън.

## Размери на матраците
BG – стандарт
| ширина |   | дължина     |
| ------ | - | ----------- |
| 60     | x | 120/135     |
| 70     | x | 140         |
| 72     | x | 186/190/200 |
| 82     | x | 186/190/200 |
| 114    | x | 186/190/200 |
| 120    | x | 186/190/200 |
| 144    | x | 186/190/200 |
| 164    | x | 186/190/200 |

EC – стандарт
| ширина |   | дължина |
| ------ | - | ------- |
| 80     | x | 200     |
| 85     | x | 200     |
| 90     | x | 190/200 |
| 100    | x | 190/200 |
| 120    | x | 190/200 |
| 140    | x | 190/200 |
| 150    | x | 190/200 |
| 160    | x | 190/200 |
| 180    | x | 190/200 |
| 200    | x | 200     |

U.S. – стандарт
| ширина |   | дължина |
| ------ | - | ------- |
| 70     | x | 132     |
| 97     | x | 190     |
| 97     | x | 202     |
| 120    | x | 202     |
| 135    | x | 190     |
| 152    | x | 202     |
| 193    | x | 202     |
| 183    | x | 212     |